# Зульфікар Алі Бхутто
Зульфікар Алі Бхутто (урду ذوالفقار علی بھٹو, синдхі ذوالفقار علي ڀُٽو, МФА: [zʊlfɪqɑːɾ ɑli bɦʊʈːoː]) (5 січня 1928, Ларкана (провінція Сінд), Британська Індія — 4 квітня 1979, Равалпінді, провінція Пенджаб, Пакистан) — пакистанський політичний діяч. Президент (1971—1973) і прем'єр-міністр (1973—1977) Пакистану. Повалений під час військового перевороту, заарештований 5 липня 1977, страчений 1979 року.
1967 року заснував ліву Пакистанську народну партію, яка досі є однією з найвпливовіших у країні.

## Освіта
Народився в багатій мусульманській родині в Ларкані (Британська Індія). Освіту здобував як в Індії, так і в США та Великій Британії. 1950 році отримав в університеті Берклі ступінь бакалавра політичних наук з відзнакою. Саме тут Бхутто зацікавився теорією соціалізму.